# Ernesto Presbitero
Ernesto Placido Presbitero, Noble par décret royal du 31 mai 1921 (Cagliari, 8 octobre 1855 - Territet, 16 décembre 1923), était un militaire et un homme politique italien.

## Biographie

### Carrière militaire
- Garde-marine (Guardiamarina) : 28 février 1876
- Sous-lieutenant de vaisseau (Sottotenente di vascello) : 26 juin 1879
- Lieutenant de vaisseau (Tenente di vascello12 mars 1885
- Capitaine de corvette (Capitano di corvetta) : ) : 22 avril 1894
- Capitaine de frégate (Capitano di fregata) : 22 décembre 1898
- Capitaine de vaisseau (Capitano di vascello) : 16 avril 1903
- Contre-amiral (Contrammiraglio) : 9 décembre 1909
- Vice-amiral (Viceammiraglio) : 30 mai 1912-3 octobre 1920. Date du placement en position auxiliaire

### Postes et titres
- Directeur de l'artillerie et des armements de Tarente (7 septembre 1903-14 janvier 1904)
- Chef de la direction de l'arsenal de Tarente (7 mai-27 juillet 1905)
- Membre du Conseil supérieur de la marine (24 février-7 avril 1910 ?)
- Chef adjoint de l'état-major de la marine (7 avril 1910-8 juin 1911)
- Nommé chef d'état-major de la marine (8 juin-6 septembre 1911)
- Président du Conseil supérieur de la marine (4 février 1917-3 octobre 1920)
- Membre de la Société italienne de géographie (1919)
- Président de la Ligue navale (4 juin 1917-30 juillet 1923)

### Fonctions sénatoriales
- Questeur (24 juillet-29 septembre 1919) (4 décembre 1919-7 avril 1921)
- Secrétaire (14 juin 1921-16 décembre 1923)

### Commissions sénatoriales
- Membre de la Commission de vérification des titres des nouveaux sénateurs (13 décembre 1918-29 septembre 1919) (5 décembre 1919-7 avril 1921)
- Membre de la commission de politique étrangère (19 juillet 1920-7 avril 1921 (16 juin 1921-16 décembre 1923)

## Décorations

### Civils
- Chevalier de l'Ordre des Saints-Maurice-et-Lazare
 - Officier  de l'Ordre des Saints-Maurice-et-Lazare
 - Commandeur de l'Ordre des Saints-Maurice-et-Lazare
 - Grand Officier de l'Ordre des Saints-Maurice-et-Lazare décoré du Grand Cordon
 - Chevalier de l'Ordre de la Couronne d'Italie
 - Officier de l'Ordre de la Couronne d'Italie
 - Commandeur de l'Ordre de la Couronne d'Italie
 - Grand Officier de l'Ordre de la Couronne d'Italie décoré du Grand Cordon

### Militaires
- Officier de l'Ordre militaire de Savoie
 - Commandeur de l'Ordre militaire de Savoie
 - Médaille commémorative des campagnes d'Afrique
 - Médaille d'honneur pour long service en mer (10 années de service)
 - Médaille commémorative de la campagne de Chine
 - Médaille d'or du mérite pour un long commandement départemental
 - Médaille du mérite militaire mauricien pour dix ans
 - Médaille commémorative de la guerre italo-turque 1911-1912
 - Médaille italienne de la victoire interalliée
 - Médaille commémorative de l'Unité italienne
 - Croix du Mérite de guerre

## Source
- (it) Cet article est partiellement ou en totalité issu de l’article de Wikipédia en italien intitulé « Ernesto Presbitero » (voir la liste des auteurs).